# 1994년 11월
| 1994년: 1월 · 2월 · 3월 · 4월 · 5월 · 6월 · 7월 · 8월 · 9월 · 10월 · 11월 · 12월 |

| <          | 1994년 11월 | 1994년 11월 | 1994년 11월 | 1994년 11월 | 1994년 11월 | >          |
| 일         | 월          | 화          | 수          | 목          | 금          | 토         |
|            |             | 1 9.28 신묘 | 2 29 임진   | 3 10.1 계사 | 4 2 갑오    | 5 3 을미   |
| 6 4 병신   | 7 5 정유    | 8 6 무술    | 9 7 기해    | 10 8 경자   | 11 9 신축   | 12 10 임인 |
| 13 11 계묘 | 14 12 갑진  | 15 13 을사  | 16 14 병오  | 17 15 정미  | 18 16 무신  | 19 17 기유 |
| 20 18 경술 | 21 19 신해  | 22 20 임자  | 23 21 계축  | 24 22 갑인  | 25 23 을묘  | 26 24 병진 |
| 27 25 정사 | 28 26 무오  | 29 27 기미  | 30 28 경신  |             |             |            |

| 편집하기 |

## 1994년11월 29일
- 서울 1000년 타임캡슐이 남산골 공원에 매장되었다.

## 1994년11월 13일
- 스웨덴, 국민투표로 유럽 연합 가입을 결정하다.